# Dabasi Schweng Lóránd
Dabasi Schweng Lóránd (Besztercebánya, Zólyom vármegye, 1905. augusztus 18. – Gilly, Svájc, 1988. december 2.) közgazdász.

## Élete
Dabasi Schweng Lóránd 1928-ban szerzett diplomát a budapesti Műegyetem közgazdasági karán, illetve egy évvel később a London School of Economics-on. 1935-től 1940-ig Budapesten adjunktus, 1938-ban és 1939-ben Münchenben a közgazdaságtan egyetemi előadója.
1940-ben a budapesti Műegyetemen ledoktorált közgazdaságtanból.  1940-től 1945-ig a Magyar Nemzeti Bank kutatóosztályának vezetője.
1945 és 1947 között a Nemzeti Parasztpárt megbízásából a pénzügyminisztériumban politikai államtitkár. Az Ideiglenes Nemzeti Kormány államtitkáraként a Magyar Rádióban 1945. november 1-jén elhangzott beszédében ismertette az ország katasztrofális gazdasági helyzetét, illetve ennek okait, és javasolta a Szovjetuniónak fizetendő jóvátételi szállítások átütemezését, amit Vlagyimir Szviridov altábornagy a Szövetséges Ellenőrző Bizottság alelnöke november 14-ei levelében visszautasított.
1947-ben Nagy-Britanniába emigrált és ezután a londoni egyetemen közgazdaságtant tanított, majd 1949-től szakértőként Washingtonba, a Nemzeti Tervező Társasághoz került.
1951-től 1965-ig a harmadik világhoz tartozó dél- és közép-amerikai, valamint ázsiai országokban, Guatemalában, Haitiban, Mexikóban, Panamában, Salvadorban, Dél-Koreában, Venezuelában, Kolumbiában, Peruban és Pakisztánban gazdasági tanácsadóként dolgozott, gazdasági fejlesztési programok kidolgozásában vett részt.

## Művei
- Political, Social and Economic Developments in postwar Hungary, Washington, 1949
- Economic Planning in Hungary since 1938, New York, 1951[5]

## Külső hivatkozások
- Dabasi Schweng Lóránd a Nyugati magyar irodalmi lexikon és bibliográfia szócikkében
- Dabasi Schweng Lóránd önéletrajza A magyar hegymászás és turizmus arcképcsarnoka oldalán[halott link]